# Musik- och Operahögskolan vid Mälardalens högskola
Musik- och Operahögskolan vid Mälardalens universitet (MOMDU) ger konstnärlig utbildning i klassisk musik och opera. Undervisningen sker på Västerås slott.
Utbildningar som finns på Musik- och Operahögskolan vid Mälardalens universitet är:
- Kammarmusikprogrammet, 180 Hp, som ger en konstnärlig kandidatexamen. Fyra inriktningar finns: Klaver, stråk, blås och sång.
- Kammaroperautbildning, en tvåårig utbildning på helfart.
- Huvudinstrument, en fortsättningskurs på halvfart.